# 헬륨-2
헬륨-2(영어: Helium-2,diproton)는 양성자가 두 개이고 중성자가 없는 헬륨을 말한다. 이것을 이양성자라고도 한다.
헬륨-2는 18-Ne 가 16-O 로 붕괴하는 과정에서 발견되었다(18-Ne -> 16-O + 2-He).
그리고 He-6을 He-2를 대상으로 충돌시키는 실험이 있었다. He-2는 이중성자로 빠르게 변해 He-8이 생성되었다.
| 없음 | 헬륨-2의 동위 원소 | 무거운 핵종 헬륨-3 |

| 없음 | 헬륨-2의 붕괴 사슬 | 딸핵종: 2개의 경수소 또는 중수소 |